# Hemsundet, Nagu
Hemsundet är ett sund i Finland. Det ligger i Nagu i landskapet Egentliga Finland, i den sydvästra delen av landet, 170 km väster om huvudstaden Helsingfors.
Hemsundet ligger mellan Urksor och Holmen i norr och Storlandet i söder. Hemsundet är nästan avskuret från havet, den har endast en smal och grund förbindelse med Prästgårdsfjärden i öster.